# Rosa María Moreno
Rosa María Moreno Labastida (Ciudad de México, 7 de julio de 1927-Ciudad de México, 30 de junio de 2006) fue una actriz de teatro, cine y televisión mexicana.

## Trayectoria
Egresó del Instituto Nacional de Bellas Artes, incursionó en el teatro mexicano en la década de los cuarenta, donde estuvo bajo la dirección de grandes maestros dramaturgos como Dagoberto de Cervantes, Salvador Novo y Seki Sano. Durante su paso por la escuela de teatro, tuvo como compañeros a destacados histriones como Carlos Ancira, Raúl Dantés, Mario Orea, Beatriz Aguirre, entre otros.
Debutó en 1949. Entre las puestas en escena que la vieron trabajar estuvieron Don Quijote, Astucia, Sueño de una noche de verano, Camino real, Cuauhtémoc, La primavera, Rosalba y los llaveros, esta última le dio el premio de Actriz Revelación Virginia Fábregas en 1950. Su obra más importante fue El espejo encantado, que le valió un reconocimiento en su alma mater por su extraordinaria actuación.
La gran belleza de Rosa María, aunada a su calidad dramática y su voz dulce, casi de niña, le abrieron las puertas al cine y a la radio en aquella misma década de los años cuarenta. Trabajó en cintas como El hombre inquieto (1954), Una mujer en la calle (1955), La culta dama (1956), esta última la hizo merecedora del Ariel en 1956. Tuvo también un papel importante en la radio mexicana, participando en radionovelas y radioteatros, una de ellas fue Kalimán al lado de Luis Manuel Pelayo y Luis de Alba.
En televisión realizó destacadas participaciones en producciones de Televisa entre las que destacan: Rina, Viviana, Simplemente María, Locura de amor, entre otras; sus últimas actuaciones las realizó en el unitario Mujer, casos de la vida real donde dio vida a variados personajes.

## Muerte
Falleció el 30 de junio de 2006 a los 88 años de edad.

## Filmografía

### Películas
- El tesoro de Clotilde (1994) - Clemencia
- La última lucha (1959) - Esposa de Martín
- Cuando se quiere se quiere (1959)
- Me gustan valentones! (1959) - Esposa de Ruperto
- A media luz los tres (1958)
- La culta dama (1957) - Lupe
- El vividor (1956) - María Candelaria
- Amor en cuatro tiempos (1955) - Chole
- Una mujer en la calle (1955) - Prostituta
- El hombre inquieto (1954) - Silveria
- Dios nos manda vivir (1954) - Rosaura

### Series de Televisión
- Mujer, casos de la vida real (1999-2005) - Varios personajes

### Telenovelas
- Locura de amor (2000) - Magnolia[2]
- Carrusel (1989-1990) - Doña Carla
- Simplemente María (1989) - Sarita Zambrano
- El padre Gallo (1986) - Carmela
- Sí, mi amor (1984) - Julia
- Lo que el cielo no perdona (1982) - Serafina
- Juegos del destino (1981) - Cristina
- Yara (1979) - Amelia
- Viviana (1978) - Beatriz Cabrera viuda de De los Reyes
- Rina (1977) - Dionisia Miranda y Castro

## Premios

### Premios Ariel
| Año  | Categoría              | Película      | Resultado |
| ---- | ---------------------- | ------------- | --------- |
| 1958 | Mejor Actriz de Cuadro | La culta dama | Ganadora  |

Fue miembro honorario de la A.N.D.A. con la credencial número 2804. En 1956 ganó un Ariel por su trabajo en "La culta dama". La A.N.D.A. le entregó en el 1974 la medalla Virginia Fábregas por 25 años de trayectoria y en el 1999 la medalla Eduardo Arozamena por 50 años de actividad artística.